# Big Sandy, Montana
Big Sandy är en kommun (town) i Chouteau County i Montana. Vid 2020 års folkräkning hade Big Sandy 605 invånare.